# Mirco Badole
Mirco Badole (Agordo, 12 febbraio 1966) è un politico italiano.

## Biografia
Dal 2007 al 2012 è stato consigliere comunale e dal 2012 al 2017 sindaco di San Gregorio nelle Alpi.
Alle elezioni politiche del 2018 è eletto deputato della Lega. È membro e segretario dal 2018 della VIII Commissione ambiente, territorio e lavori pubblici.